# As en diamant
As en diamant (Pools: Popiół i diament) is een Poolse dramafilm uit 1958 onder regie van Andrzej Wajda. Hiervoor won hij de FIPRESCI Prijs van het Filmfestival van Venetië 1959. Daarnaast werden hij en acteur Zbigniew Cybulski allebei genomineerd voor een BAFTA Award.

## Verhaal
Tijdens de Tweede Wereldoorlog was Maciek een lid van het Poolse leger dat vanuit Londen werd geleid door de regering in Poolse ballingschap. Vlak na de Bevrijding is er een burgeroorlog uitgebroken tussen de nieuwe communistische autoriteiten en delen van het vroegere verzet, die voor een vrij Polen strijden. Maciek moet nu een communistische districtsleider ombrengen, die hij nog kent van vroeger.

## Rolverdeling
| Acteur               | Personage               |
| -------------------- | ----------------------- |
| Zbigniew Cybulski    | Maciek Chełmicki        |
| Ewa Krzyżewska       | Krystyna                |
| Waclaw Zastrzeżyński | Szczuka                 |
| Adam Pawlikowski     | Andrzej                 |
| Bogumił Kobiela      | Drewnowski              |
| Jan Ciecierski       | Hotelportier            |
| Stanisław Milski     | Pieniążek               |
| Artur Młodnicki      | Kotowicz                |
| Halina Kwiatkowska   | Katarzyna Staniewiczowa |
| Barbara Krafftówna   | Stefka                  |
| Ferdynand Matysik    | Staszek Gawlik          |

## Prijzen
- 1958 - Złota Kaczka voor film van het jaar.